# Indicatif régional 724

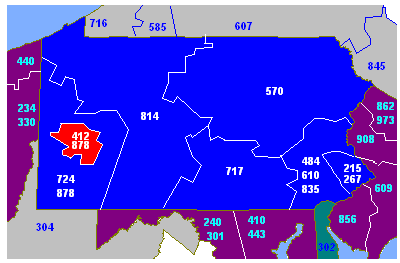
Carte de l'État de Pennsylvanie (en bleu et rouge) avec les territoires de ses indicatifs régionaux. Le territoire de l'indicatif régional 724 se trouve au sud-ouest de l'État.

L'indicatif régional 724 est l'un des multiples indicatifs téléphoniques régionaux de l'État de Pennsylvanie aux États-Unis.
Cet indicatif dessert les banlieues éloignées de la ville de Pittsburgh.
La carte ci-contre indique le territoire couvert par l'indicatif 724 (voir au sud-ouest de l'État).
L'indicatif régional 724 fait partie du Plan de numérotation nord-américain.

## Comtés desservis par l'indicatif
- Allegheny - partiellement
- Armstrong - partiellement
- Beaver
- Butler
- Clarion - partiellement
- Crawford - partiellement
- Fayette
- Greene
- Indiana - partiellement
- Lawrence
- Mercer - partiellement
- Venango - partiellement
- Washington
- Westmoreland - partiellement

## Principales villes desservies par l'indicatif
Beaver, Butler, Cranberry Township, Ellwood City, Greensburg, Hermitage, Latrobe, New Castle, Sharon, Washington, Waynesburg, Indiana et Wexford